# Pérola d'Oeste
Pérola d'Oeste este un oraș în Paraná (PR), Brazilia.
1. ↑   https://cidades.ibge.gov.br/xtras/perfil.php?codmun=4119004, accesat în 12 decembrie 2017 Lipsește sau este vid: |title= (ajutor)
2. ↑   https://cidades.ibge.gov.br/xtras/perfil.php?codmun=4119004 Lipsește sau este vid: |title= (ajutor)